# 艾蒂安·弗朗索瓦 (舒瓦瑟尔公爵)

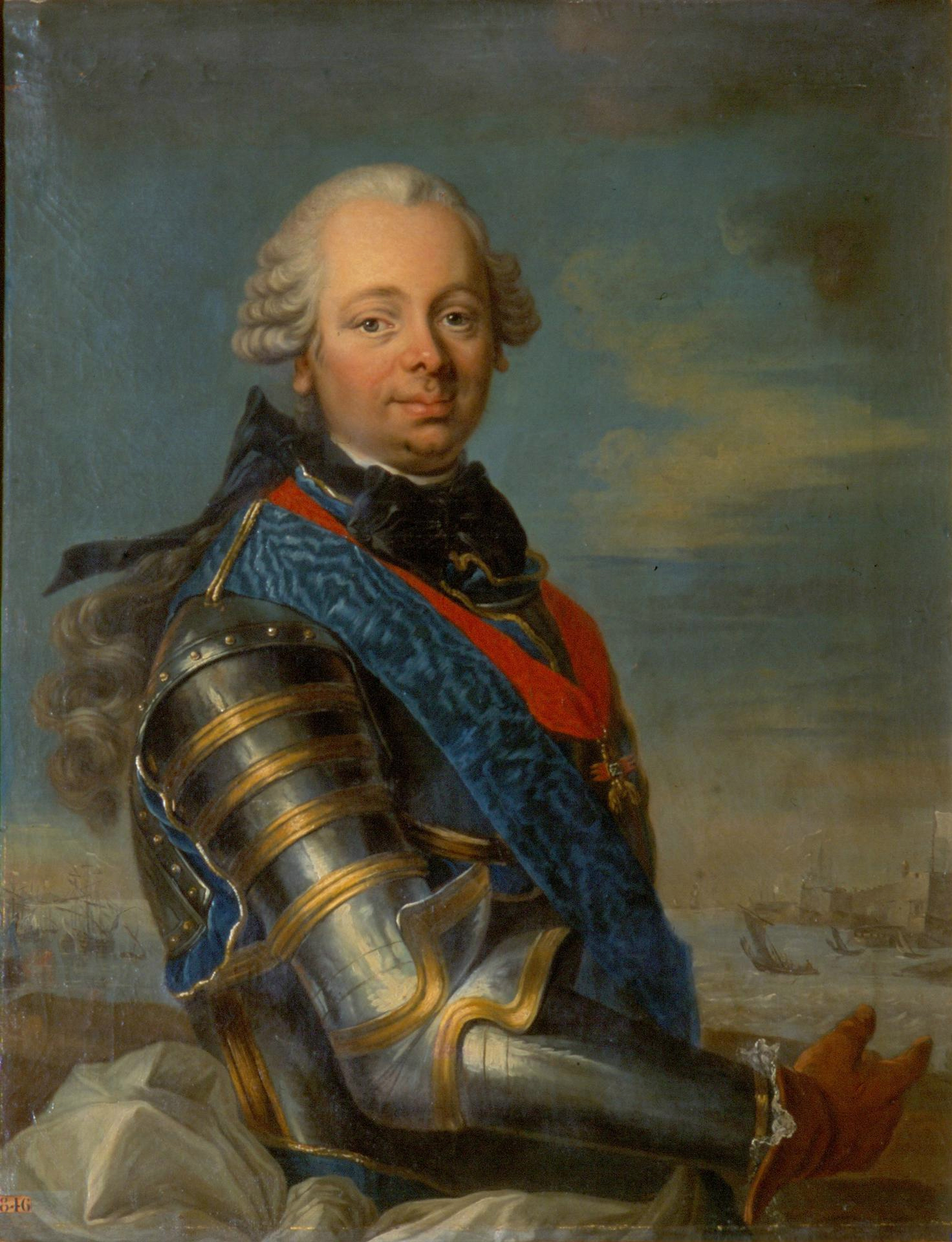
艾蒂安·弗朗索瓦·德·舒瓦瑟尔. 画于路易-米歇尔·范洛(Louis-Michel van Loo).

艾蒂安·弗朗索瓦，舒瓦瑟尔公爵（Étienne-François, duc de Choiseul，1719年6月28日—1785年5月8日）法國军官，外交官和政治家。他是斯坦维尔侯爵（Stainville）弗朗索瓦·约瑟夫·德·舒瓦瑟尔（François Joseph de Choiseul） (1700—1770)的长子，1758～1770年间支配路易十五政府的法国外交大臣，极大的影响着法国的政策。加入法军后，在奥地利王位继承战争中立有功勋。为改变法国在七年战争之后的颓势，他急切地重整军备，鼓吹战争，终于惹恼了得过且过的国王，被贬职回家。

## 家族
舒瓦瑟尔的父亲斯坦维尔侯爵也是外交官，不过他是洛林公爵（后来的神圣罗马帝国皇帝弗朗茨一世）的顾问，当时洛林公国还隶属于神圣罗马帝国的封地，1737年，当洛林公爵被说服放弃自己的封地，继承托斯卡纳公国时，他也随大公夫妇到了托斯卡纳。而他的长子艾蒂安·弗朗索瓦意识到继续效忠洛林家族，将会一事无成，于是，他转而进了法国军队，此后开始了他辉煌的一生。
艾蒂安·弗朗索瓦的两个弟弟也很出名，大弟弟利奥波德·夏尔·德·舒瓦瑟尔-贝普瑞（1724-1774）进了教会。1758年任埃弗勒主教，1759年任阿尔比大主教，1764至1774年为康布雷大主教，并封为神圣罗马帝国亲王和大公。 
小弟雅克·菲利普·德·舒瓦瑟尔-斯坦维尔（1727-1789）被父亲送进了奥地利军队，先后任龙骑兵的队长，圣斯特凡骑兵司令，托斯卡纳指挥官，弗朗茨一世侍从，骑兵上将、1759年为奥地利的元帅。1760年转入法国军队，1783年封法国元帅。

## 外交大臣
艾蒂安·弗朗索瓦在教会学校学习，曾参加过奥地利王位继承战争，1741年参与进军波西米亚，以勇敢闻名。1744年，他参加德廷根战役，他对法国士兵的散漫及缺乏纪律性感到震惊，他将法军战败的消息传回巴黎并下决心要改革法国军队。战争结束后，参加路易十五周围的贵族集团，他的聪明机智很快使他在朝臣中脱颖而出，晋升为中将。1751年他31岁时娶一个富有女继承人而变的更为富有。但由于反对国王的正式情妇蓬帕杜尔夫人而阻碍升迁道路，1752年他突然改变主意，通过他侄女的一项密告而使蓬帕杜尔夫人免遭宫廷阴谋的陷害，从而取得她的长期恩宠，1753年蓬帕杜尔夫人为他谋得驻梵蒂冈大使的职务，他劝说教皇本笃十四世帮助缓和法国教会内部的紧张关系，1757年，他去维也纳，奉命加强奥地利与法国的联盟，两国缔结同盟后他地位有很大的提升。1758年11月他接任外交大臣，同时获贵族地位，晋升舒瓦瑟尔公爵。当时七年战争正在进行，法国在陆上受挫于普鲁士，在海上受挫于英国，他加强军队的改革，但为时已晚，未能守住加拿大和印度丧失的领地。他设计大胆攻击英国本土的计划，但海军分别在葡萄牙外海的拉各斯战役和基伯龙湾海战被摧毁，陆军占领汉诺威的计划也因明登战役失败而放弃。1762年秘密签署《枫丹白露条约》把路易斯安那州割让给西班牙，以求得西班牙作为同盟参战，使他在和英国谈判的时候能有所依靠，获得比战场上好得多的条件停战。

## 军事改革
战争一结束，他立即开始重建法国的军事力量，任海军大臣时（1761-1766），大大增加法国军舰的数量，任陆军大臣时（1766-1770），又开始改革陆军。同期，尽管他的堂兄凯撒·加布里埃尔为外交大臣，但他仍然指导法国的对外政策。他权倾一时，有时甚至支配和威吓国王。他削减对瑞士、瑞典、丹麦和德意志各小邦的补助金。大大清除军事采购的腐败行为，把老朽无能之辈解职而提拔新人，他预知英国的美洲殖民地不满情绪，而大大加强西印度群岛的防御力量，准备新建一个一个殖民地以补偿法属加拿大的损失。他鼓励西班牙在卡洛斯三世领导下的改革，并签订家族协定以加强两国关系。他为法国收购科西嘉岛（拿破仑就是在科西嘉归并法国三年后出生），为了与奥地利联盟，他主张王太子，未来的路易十六与奥地利玛丽娅·特蕾莎女王的小女儿玛丽·安托瓦内特联姻，舒瓦瑟尔认为联姻成功是他个人政治生涯的胜利，并认为这将有利于巩固他的权利。他为了阻止俄国叶卡捷琳娜二世女王西进吞并波兰，挑唆奥斯曼帝国发动俄土战争。但他但在内政方面却没有那么大的魄力，当时高等法院拒绝所有急需财政改革的建议，他却不愿进行反对，甚至逆国王之意而赞成高等法院于1762年解散耶稣会。 　　
舒瓦瑟尔德才兼备，尽管他缺乏韧性，但他的远见卓识让他在外交史上写下光辉一笔。同时，他的思想政策受到启蒙思想家赞同，他支持伏尔泰建设新兴城市沃尔舒瓦的计划，该市也是第一个允许新教徒合法结婚的法国城市，其新建的制表和纺织工厂因有一定的技术和规模，产品质量大大提高，他们生产的钟表被不断地运往加第斯外销，长筒丝袜甚至还打进巴黎市场。1769年秋，伏尔泰给舒瓦瑟尔夫人寄去一双精致的长筒丝袜样品，得到这位大臣夫人的高度评价。舒瓦瑟尔公爵支持伏尔泰，允许《百科全书或科学、艺术和工艺详解词典》，即《百科全书》出版发行。狄德罗称赞他：“伟大的舒瓦瑟尔，你不眠不休守卫法国的财富。”

## 贬职
1764年，蓬帕杜尔夫人过世，他的地位逐渐降低。继任的国王情妇杜巴利伯爵夫人和他不合，路易十五一再告诫他要善待杜巴利夫人，不要策划战争。而舒瓦瑟尔充耳不闻，1770年的福克兰危机中，舒瓦瑟尔坚决支持西班牙并动员法军准备海外战争，此时路易十五希望和平，当他觉察到舒瓦瑟尔的想法时，忍无可忍。12月24日晚，他下达一个简短的谕令：“兄弟，我对你的工作非常不满，迫使我将你解职，24小时之内回到你的封地去。”朝中大部分大臣对这位对法国做出重要贡献的大臣突然被解职表现惊讶，并不顾国王的愤怒来为他送行。回到封地后，仍然有很多人去拜访他、支持他，而反对杜巴利夫人。他在他的豪华公寓和宽敞花园过的相当舒适，杜巴利夫人害怕惹众怒，劝说国王立即给他送去30万银币，并保证每年给他6万银币的退休金。1774年，路易十六召他回到巴黎，但是令他失望的是，一直到他去世，国王也没有恢复他以前的地位，而且，在他去世后，由于他的挥霍，他给妻子留下庞大的债务。所罗门群岛中最大的岛屿舒瓦瑟尔岛，则是以艾蒂安·弗朗索瓦而命名的。